# Alverine
Alverine là một loại thuốc dùng cho rối loạn tiêu hóa chức năng. Alverine là một chất làm giãn cơ trơn. Cơ trơn là một loại cơ không được kiểm soát tự nguyện; nó là cơ có mặt ở những nơi như ruột và tử cung.

## Tác dụng phụ
Các tác dụng phụ của alverine bao gồm:
- Khó thở hoặc ngạt thở, thở khò khè, sưng mặt hoặc các bộ phận khác của cơ thể (liên quan đến phản ứng dị ứng nghiêm trọng
- Màu vàng của lòng trắng mắt và da, do viêm gan
- Cảm giác buồn nôn hoặc chóng mặt
- Đau đầu
- Phản ứng dị ứng nhỏ (phát ban da / ngứa)

Nó đã được báo cáo rằng alverine có thể gây viêm gan độc hại.

## Cơ chế hoạt động
Alverine tác động trực tiếp lên cơ trong ruột, khiến nó thư giãn. Điều này ngăn ngừa co thắt cơ xảy ra trong ruột trong các điều kiện như hội chứng ruột kích thích và bệnh túi thừa. Bệnh túi thừa là tình trạng túi nhỏ hình thành trong niêm mạc ruột. Những túi này có thể bẫy các hạt thức ăn và bị viêm và đau. Trong hội chứng ruột kích thích, hoạt động bình thường của cơ ruột bị mất. Các cơn co thắt cơ dẫn đến các triệu chứng như đau bụng và đầy hơi, táo bón hoặc tiêu chảy. Bằng cách thư giãn cơ ruột, alverine citrate làm giảm các triệu chứng của tình trạng này. Alverine cũng giúp thư giãn các cơ trơn trong tử cung (tử cung). Do đó, nó cũng được sử dụng để điều trị kinh nguyệt đau đớn, nguyên nhân là do co thắt cơ trong tử cung (đau bụng kinh).
Viên nang Alverine  hiện có sẵn trên thị trường. Có hai điểm mạnh của viên nang - 60   mg và 120   mg. Liều dùng phổ biến cho người lớn và trẻ em trên 12 tuổi là 60   mg uống một, hai hoặc ba mỗi ngày, trước hoặc sau bữa ăn. Alverine không phù hợp với những người dưới 12 tuổi. Phụ nữ đang mang thai hoặc cho con bú nên làm theo hướng dẫn của bác sĩ về thuốc.

## Phát triển và tiếp thị
Một sự kết hợp của alverine citrate và simeticon (ACS) đã được kết hợp để điều trị hội chứng ruột kích thích, liên quan đến sự an toàn và hiệu quả trong giai đoạn thử nghiệm lâm sàng IV. Vào tuần thứ 4, nhóm alverine citrate và simeticon có điểm đau VAS thấp hơn đau bụng (khó chịu: trung bình: 40   mm so với 50 mm, P = 0,047) và tỷ lệ đáp ứng cao hơn (46,8% so với 34,3%, OR = 1,3; P = 0,01) so với nhóm giả dược.
Thuốc được ủy quyền đầu tiên để tiếp thị vào ngày 03/06/2014. Chủ sở hữu ủy quyền tiếp thị là Dr. Reddy's Laboratory Laboratory (UK) Ltd.